# Decode
"Decode" é uma canção da banda norte-americana de rock alternativo Paramore. Lançada em 2008 como single na trilha sonora intitulada Twilight: Original Motion Picture Soundtrack, do filme Twilight (Crepúsculo), também foi lançada como faixa bônus do álbum do Paramore intitulado Brand New Eyes. A canção rodou em Los Angeles na enorme estação de rádio KIIS-FM. Em 11 de novembro, o single foi adicionado na Z100 em Nova Iorque. Após o primeiro hit de Paramore, o single "Misery Business", Decode foi o primeiro single a ser bem sucedido em ambos os formatos alternativo e pop rádio. O single foi certificado duas vezes Platina pela RIAA em março de 2019, e mais tarde também foi certificado Platina na Nova Zelândia e na Austrália. A canção também foi nomeada ao Grammy em 2010 por Melhor canção escrita para um filme.

## Informações da canção
A vocalista Hayley Williams, do Paramore, é uma grande fã de Twilight e chegou a falar sobre seu amor pelo livro e o título da canção:
| “                 | Começamos a escrever "Decode" ao mesmo tempo que comecei a ler o primeiro livro da saga, chamado "Crepusculo". Comecei a ler e o Josh estava compondo a música e eu adorei, era bem sombria. Achei que a música combinava perfeitamente com a história e o filme. Assim que terminamos, mostramos ao pessoal do "Twilight", e a equipe do filme. Lutamos com unhas e dentes pra que a música entrasse pra trilha sonora, e conseguimos! Foi muito legal trabalhar com isso e estamos animados... por poder representar um fenômeno. | ” |
| — Hayley Williams | |   |

## Recepção
Alexandra Cahill, da Billboard.com, deu a canção um parecer positivo, dizendo que "a vocalista Hayley Williams captura a tensão e a urgência entre o protagonista imortal Edward e sua amada mortal Bella com uma performance apaixonada, porém contida". Cahill também falou que "habilmente viciante, Decode deverá ficar gravada na história do rock moderno e no top 40 das rádios".
Já a Entertainment Weekly disse que Decode afastou Paramore "do estilo punk-pop para um jeito mais alastrando, ao estilo de Evanescence".

### Performance
A canção entrou no Chart da Billboard Hot Modern Rock Tracks na posição nº 35 e logo chegou ao 5º lugar, dando a banda o terceiro single entre o top 20 desse chart. "Decode" se tornou o segundo single da banda a ficar no Top 40 e o que alcançou a melhor posição nas paradas na estreia (#34) na Billboard Hot 100 e sete semanas após a estreia, a canção chegou a 33ª posição. A canção também chegou a posição nº 52 na Canadian Hot 100. Foi também lançada uma versão para download digital no Reino Unido. A canção foi certificado Ouro nos EUA em 12 de março de 2009, vendendo mais de 500 mil cópias. Na Nova Zelândia, a canção estreou na posção #40 em 24 de novembro de 2009, chegando mais tarde a n° 15, sendo seu single de maior sucesso por lá. A canção também foi certificada Ouro na Nova Zelândia em 5 de julho de 2009, vendendo mais de 7,500 cópias naquele país, ficando por 15 semanas nas paradas de sucesso por lá também.

## Videoclipe
O videoclipe oficial foi lançado em 3 de novembro de 2008 na MTVu, MTV, MTV2 pela MTV.com e foi dirigido por Shane Drake. O clipe mostra uma performance da banda numa floresta escura e sombria em Nashville, Tennessee. Enquanto andam, os membros da banda parecem estar suspeitos de vampiros ocultos na mata. Algumas cenas do filme Twilight também são intercortadas.

## Faixas
| Promo & UK CD single |          |         |  |
| N.º                  | Título   | Duração |  |
| 1.                   | "Decode" | 4:22    |  |

- Lançamento exclusivo Hot Topic:

| 12" picture disc |                                |         |  |
| N.º              | Título                         | Duração |  |
| 1.               | "Decode"                       | 4:25    |  |
| 2.               | "Full Moon" (The Black Ghosts) | 3:49    |  |

## Paradas
| Paradas (2008)                   | Melhor posição |
| -------------------------------- | -------------- |
| Billboard Hot 100                | 33             |
| Billboard Pop 100                | 30             |
| Billboard Hot Digital Songs      | 18             |
| Billboard Hot Modern Rock Tracks | 5              |
| Austrália Singles Chart          | 12             |
| Canadá Hot 100                   | 48             |
| Hot Canadian Digital Singles     | 24             |
| Nova Zelândia Singles Chart      | 15             |
| Finlândia Singles Chart          | 9              |
| UK Singles Chart                 | 52             |
| Portugal Top Singles 50          | 24             |
| France Singles Top 100           | 10             |
| Germany Singles Top 100          | 47             |

| País           | Certificação |
| -------------- | ------------ |
| Austrália      | Platina      |
| Nova Zelândia  | Ouro         |
| Reino Unido    | Prata        |
| Estados Unidos | 2× Platina   |